# Distretto di San Francisco de Asís
Il distretto di San Francisco de Asís è un distretto del Perù nella provincia di Lauricocha (regione di Huánuco) con 7.378 abitanti al censimento 2007, dei quali 728 censiti in territorio urbano e 1.698 in territorio rurale. Il capoluogo è Huarín.
È stato istituito il 20 aprile 1960.